# مترو گلدوین میر
مترو گلدوین میر (به انگلیسی: Metro-Goldwyn-Mayer) با کوته‌نوشت ام‌جی‌ام (به انگلیسی: MGM) یک شرکت رسانه‌ای بزرگ آمریکایی است که به شکل عمده در زمینه تهیه و توزیع فیلم‌ها و برنامه‌های تلویزیونی فعالیت می‌کند. دفتر مرکزی این مجموعه در محله بورلی هیلز لس آنجلس قرار دارد.
این شرکت در ۸ دسامبر ۲۰۰۵ از سوی گروهی شامل شرکت‌های سونی، کامکست، و تگزاس پاسیفیک خریداری شد و یک سال پس از آن قراردادی را با شرکت کلمبیا پیکچرز برای تولید محصولات مشترک سینمایی به امضا رساند.
مترو گلدوین میر از زمان جنگ جهانی دوم یکی از بزرگترین استودیوهای فیلم‌سازی در هالیوود بوده‌است.
در سال ۱۹۸۱ مترو گلدوین میر همکاری نزدیکی را برای ساخت مجموعه فیلم‌های جیمز باند با یونایتد آرتیستس آغاز نمود.
در مه ۲۰۲۱ شرکت آمازون، مترو گلدوین میر را به قیمت ۸/۴ میلیارد دلار آمریکا از ام‌جی‌ام هلدینگز خرید. با این خرید، شرکت آمازون، محصولات مترو گلدوین میر (بیش از ۱۷ هزار فیلم و ۴۰۰۰ مجموعه تلویزیونی) را در سرویس پخش آنلاین خود (پرایم ویدئو) ارائه می‌کند.